# Wamac
Wamac è un comune degli Stati Uniti d'America, situato nello Stato dell'Illinois, diviso tra la contea di Marion, la contea di Clinton e la contea di Washington.